# Mahsum Korkmaz
Mahsum Korkmaz, également connu sous le nom d' Agit (Kurmanji : Egîd) (1956 – 28 mars 1986), fut le premier commandant des forces militaires du Parti des travailleurs du Kurdistan (PKK). Korkmaz a déménagé au Liban en 1979 et, aux côtés de Kemal Pir, était responsable du recrutement à travers la Turquie. Il est connu pour avoir dirigé les attaques du PKK du 15 août 1984, qui marquèrent le début de la rébellion armée du PKK pour l'indépendance kurde. Il a été tué par les forces turques le 28 mars 1986.
Le principal centre de formation du PKK dans les années 1980 et au début des années 1990, l'Académie Mahsum Korkmaz, située dans la vallée de la Bekaa au Liban, porte son nom. Aujourd'hui, Mahsum Korkmaz est honoré sous la forme de nombreuses journées de commémoration par le Mouvement kurde. À Lice, une statue de Korkmaz a été érigée dans un cimetière le 15 août 2014, à l'occasion du 30e anniversaire de l'attentat du 15 août 1984. La statue a ensuite été démolie par les autorités turques. Le PKK a nié avoir ordonné l'érection de la statue à Lice. Le 28 mars 2017, une statue de Korkmaz a été érigée à Kobané.